# حسن کرد
حسن کرد کاپیتان سابق تیم ملی والیبال مردان ایران متولد ۱۴ خرداد ۱۳۲۰ در تهران است. 
او والیبال را از هنرستان صنعتی تهران شروع کرد و اواخر دهه ۳۰ به تیم بوستان راه یافت. کرد والیبال حرفه‌ای را در باشگاه بوستان زیر نظر حسین جبارزادگان شروع کرد و بعد از آن سال ۱۳۴۰ در اولین حضورش در تیم ملی والیبال ایران به عنوان کاپیتان تیم انتخاب شد. حسن کرد در بازی‌های آسیایی ۱۹۶۶ و ۱۹۷۰ کاپیتان تیم ملی والیبال ایران بود که در بازی‌های ۱۹۶۶ بانکوک با تیم ایران مدال برنز این مسابقات را کسب کرد؛ عنوانی که سال‌ها برای والیبال ایران تکرار نشد. کرد ۱۳ سال کاپیتان تیم ملی ایران بود و از این حیث رکورددار کاپیتانی تیم ملی والیبال ایران است. 
او ۱۲ بار با تیم تهران قهرمان والیبال ایران شد و بعد از حضور در تیم بوستان و تهران جوان، سال ۱۳۴۰ به تیم دخانیات رفت و تمام دوران ورزشی‌اش را در این تیم گذراند. حسن کرد در اولین حضور تیم ملی والیبال ایران در رقابت‌های قهرمانی جهان کاپیتان تیم ملی ایران بود. (رقابت‌های قهرمانی جهان ۱۹۷۰ صوفیه بلغارستان) حسن کرد در سال ۱۳۴۲ با مهری خرازی والیبالیست مطرح ایرانی ازدواج کرد که حاصل این ازدواج تولد رامین کرد است که در رده باشگاهی والیبال را دنبال کرد. این والیبالیست مطرح ایرانی بعد از انقلاب کمتر در مجامع عمومی حضور یافت.تا جایی که از او به عنوان آقای خاص والیبال ایران نام بردند.